# Breda Ba.88
Il Breda Ba.88 "Lince" era un assaltatore bimotore prodotto dall'azienda italiana Società Italiana Ernesto Breda ed impiegato durante la seconda guerra mondiale dalla Regia Aeronautica. Dopo il suo esordio nel 1937, questo aereo stabilì diversi primati mondiali di velocità, mentre la sua linea estremamente aerodinamica e il carrello retrattile lo facevano apparire molto avanzato per i suoi tempi. 
Ma quando venne installato l'armamento, l'aumento di peso provocò gravi problemi di stabilità. Le prestazioni scaddero a tal punto che il "Lince" ben presto non poté essere più utilizzato in combattimento. Il Breda fu quindi impiegato come “aereo civetta” ai lati degli aeroporti, per ingannare i ricognitori nemici. Il Ba.88 ha rappresentato, forse, il più vistoso fallimento tra tutti gli aerei italiani della seconda guerra mondiale.

## Storia del progetto
Il periodo interbellico vide, in Italia, il crescente entusiasmo legato alle imprese aeree, come le Crociere transoceaniche e il conseguimento di vari primati mondiali, che indirettamente davano lustro al regime fascista andato al governo dai primi anni venti. L'apporto allo sviluppo dell'aviazione italiana dato da Italo Balbo si concretizzò in una serie di sviluppi di velivoli inizialmente destinati al mercato civile che venivano ottimizzati in aerei da primato come i Savoia-Marchetti S.M.79, CANT Z.501 e CANT Z.506, trasformati in seguito in versioni militari.
In quest'ambito venne concepito il Ba.88 che però, al contrario dei citati predecessori, risultò una conversione bellica dai risultati estremamente infelici.

### Sviluppo
Progettato dagli ingegneri Giuseppe Panzeri e Antonio Parano, il Breda Ba.88 derivava dal precedente caccia/ricognitore monomotore Breda Ba.75, del quale riprendeva l'impostazione generale della fusoliera, la pianta alare e i piani di coda. Come il predecessore, il Ba.88 era caratterizzato da una particolare struttura mista della fusoliera e delle ali, composta da un traliccio interno di tubi d'acciaio saldati, simile a quello usato negli aerei con copertura in tela, ricoperto da un moderno rivestimento lavorante in lega leggera, rinforzato a sua volta da cerchi avvolgenti collegati da listelli longitudinali.
Il prototipo, matricola militare MM.302, viene portato in volo per la prima volta, ai comandi del pilota collaudatore dell'azienda Furio Niclot, nell'ottobre 1936. Nella sua prima configurazione, il velivolo presenta un impennaggio monoderiva ed è equipaggiato con una coppia di motori radiali Isotta Fraschini K.14 da 900 CV (662 kW).
Nel 1937 il Ba.88 riesce a conquistare, sempre con Niclot ai comandi, alcuni primati mondiali di velocità. Nell'aprile di quell'anno raggiunge la velocità media di 517 km/h su un circuito di 100 km e di 475 km/h sui 1 000 km, quindi, in dicembre, nonostante il carico di 1 000 kg i valori vengono migliorati rispettivamente a 554 ed a 524 km/h.
Il concorso indetto dallo lo Stato Maggiore della Regia Aeronautica, nel gennaio 1936, per un nuovo caccia pesante/bombardiere leggero plurimotore, che vide finalisti il Breda Ba.88 ed il Fiat C.R.25, prevedeva requisiti molto stringenti. Era richiesta una velocità di 470 km/h con i motori al 70% della potenza (corrispondenti a 530 km/h di velocità massima), armamento interno costituito da 4 mitragliatrici da 12,7 mm, oppure due cannoni da 20 mm e due mitragliatrici da 12,7 mm, possibilità di decollo e sostentamento in volo con uno dei motori in avaria, salita a 6 000 m di quota in 9 minuti, autonomia di 2 000 km e possibilità di sopportare accelerazioni di 12 g.
I requisiti, in effetti, erano troppo stringenti (la sola velocità massima richiesta superava quella di qualsiasi aereo militare non solo esistente, ma anche solo annunciato fino a quel momento), sostanzialmente impossibili da rispettare con la tecnologia contemporanea, così da costringere i progettisti a decidere su quali dei requisiti richiesti concentrarsi e quali ignorare, cosa che, a posteriori, nel caso del Ba.88, si rivelò un errore fatale.
La struttura del Ba.88, paragonabile a quella di due aerei uno dentro l'altro, pur avendo il vantaggio di un innegabile robustezza, portava a diversi svantaggi, tra cui il peso eccessivo, lunghi tempi di costruzione, impossibilità di installare il carico di caduta in fusoliera (occupata dal traliccio d'acciaio) nonostante l'importante sezione (e conseguente resistenza aerodinamica) della stessa, e conseguente necessità di installare l'eventuale carico di bombe in un'installazione semicarenata a ridosso della fusoliera, ulteriormente peggiorativa dell'aerodinamica dell'aereo.
Ancora più penalizzante fu la scelta dei progettisti di adempiere pienamente al requisito (eccessivo) di robustezza strutturale, che ebbe l'effetto di appesantire ulteriormente la struttura. Quando il prototipo MM 302, privo di molte dotazioni belliche, fece registrare un peso a vuoto di 3 980 kg al posto dei 3 000 kg previsti, il destino dell'aereo poteva dirsi segnato. Il peso della struttura aveva preso il posto del normale carico bellico che, da quel momento, avrebbe potuto essere trasportato solo come sovraccarico.
Tuttavia, nessuna delle caratteristiche dell'aereo considerata da sola o insieme alle altre è sufficiente a spiegarne il fallimento. Infatti, progetti simili di "caccia pesante" o "aereo d'attacco" vennero sviluppati in diversi paesi, spesso con successo. A esempio, il Breguet Br.690 anche con soli 1.400 CV complessivi di potenza installata si dimostrò una macchina efficace nella sua pur breve carriera operativa. E il Messerschmitt Bf 110, contemporanero del Ba.88, non presentava particolari differenze quanto a potenza, massa, rapporto potenza/peso, carico alare o necessità di portare il carico bellico esternamente, ciònonostante fu indubbiamente un aereo di successo in svariati ruoli.
Per fugare i dubbi della Regia Aeronautica sulla validità dell'aereo, il prototipo, biposto, con impennaggio monoderiva, dotato di motori Isotta Fraschini K.14 da 900 CV, venne utilizzato dal collaudatore Furio Niclot per conquistare, nell'aprile del 1937, i primati di velocità sui 100 km in circuito chiuso (distanza breve, che consentiva di ridurre quasi a zero il carico di benzina, tenendo quindi l'aereo leggero), a vuoto (518 km/h) e con 1 000 kg di carico (476 km/h). Nel dicembre dello stesso anno, il prototipo, rimotorizzato con i definitivi motori Piaggio P.XI RC.40 da 1 000 CV (735 kW) ciascuno e con impennaggio bideriva, migliorò i due record, portandoli a 554 km/h e 524 km/h rispettivamente. 

Pilota e abitacolo del Breda 88 in volo

Visuale dalla mitragliatrice dorsale

Questi risultati fecero ben sperare nell'impiego come caccia pesante e assaltatore veloce: l'aereo venne così dotato di tre mitragliatrici fisse sul muso ed una dorsale brandeggiabile. La coda sdoppiata venne adottata per consentire all'arma dorsale di sparare anche linearmente nel settore di coda, con l'alzo limitato da una barra sagomata su cui poggiava la canna per evitare di colpire le derive e i piani di coda.
Proprio questa modifica fu però fonte di altri problemi. Ad alta velocità infatti le derive entravano nella scia aerodinamica delle grandi gondole motrici, con l'effetto di ridurre ulteriormente la già scarsa maneggevolezza dell'aereo.
A conti fatti, il Ba.88, una volta completato l'allestimento bellico non superava i 490 km/h di velocità massima, mostrava intrinseci problemi aerodinamici ed un eccessivo carico alare. 
Nella configurazione militare proseguirono i voli di collaudo, durante i quali l'aereo incassò una lunga serie di valutazioni negative da parte dei collaudatori della Regia Aeronautica, in particolare il tenente colonnello Lippi precisò nelle sue osservazioni: 
 Durante uno dei voli di collaudo perse la vita il maggiore Borgogno: il suo aereo entrò in vite piatta e, nel tentativo di lanciarsi, i cavi del paracadute vennero tranciati dall'ala.
La Regia Aeronautica sospese le commesse poi riprese, per decisione politica, solo nell'aprile del 1939, per non lasciare inoperose le linee produttive della Breda e della consociata IMAM (difficile immaginare motivo peggiore per selezionare un aereo militare).

La sfortunata carriera rimase nonostante tutto interessante. In un libro pubblicato nel 1942, il comandante inglese P.F.M. Fellowes addirittura lo descrisse come 

## Impiego operativo
Nel giugno 1940 erano operativi due gruppi, per un totale di 74 Ba.88, e già il 16 giugno partirono dalla Sardegna i Ba.88 del 19º Gruppo Autonomo Combattimento (XIX Gruppo) di stanza all'Aeroporto di Alghero-Fertilia, contro obiettivi terrestri in Corsica: attaccarono le basi di Porto-Vecchio, Bonifacio, Ghisonaccia e Travo, vicino a Ventiseri, ripetendo più volte l'azione, ma cominciando a mostrare notevoli limiti nell'impiego bellico.
Ancora più difficile è l'esperienza del 7º Gruppo Autonomo Caccia Terrestre, che con 32 Ba.88 venne inviato in Libia. Con i filtri anti-sabbia che riducono nettamente la potenza del motore, il rifornimento completo di carburante, 1 500 munizioni e 250 kg di bombe, alcuni apparecchi non riuscirono neanche a decollare o a guadagnare quota e velocità sufficienti per virare. Le prestazioni effettivamente ottenute sono riportate dai documenti redatti a suo tempo dal personale della Regia Aeronautica: salita a non più di 2 m/s e 190 km/h, velocità orizzontale di appena 250 km/h.
Si cercò di alleggerirlo il più possibile, limitando il carburante, togliendo la mitragliatrice dorsale e di conseguenza il secondo membro dell'equipaggio, ma la situazione non migliorò di molto. Un Ba.88 venne abbattuto da fuoco amico, non essendo i mitraglieri della contraerea abituati a vederlo in volo.
Compirono così solo voli di intercettazione e ricognizione prima di rientrare in Italia alla fine del 1940. La produzione continuò comunque per tutto il 1940 da parte della Breda e dell'IMAM.
Entro la metà del novembre 1940, la maggior parte dei Ba.88 sopravvissuti - tra cui alcuni degli esemplari rientrati dall'Africa - erano stati spogliati di tutto l'equipaggiamento utile e erano stati sparsi attorno agli aeroporti operativi come aerei-civetta per gli aeroplani d'attacco britannici. Durante questo periodo, tuttavia, ulteriori quantitativi di Ba.88 furono consegnati, comprese 19 macchine costruite dalla Breda e 48 dalla IMAM (Meridionali). Ma la maggior parte di loro finì direttamente in demolizione per il recupero del materiale strategico.
Tre Ba.88 vennero modificati dall'Agusta nel 1942 come aerei da attacco al suolo. L'apertura alare venne aumentata di 2 metri per alleviare i problemi di eccessivo carico alare, i motori vennero sostituiti con Fiat A.74 RC.38, l'armamento sul muso portato a quattro 12,7 mm, e furono installati freni di picchiata. Denominati Ba.88M, questi esemplari vennero consegnati al 103º Gruppo Autonomo Tuffatori a Lonate Pozzolo, il 7 settembre 1943, il giorno precedente l'armistizio. Furono sottoposti a test di volo da piloti della Luftwaffe, ma questa fu l'ultima occasione in cui si sentì parlare dei Breda Ba.88.
Vennero prodotti in totale 149 esemplari. Il Ba.88 fu certamente la maggiore delusione dell'industria aeronautica italiana. Il carico alare era elevato e la potenza installata insufficiente, ma confrontando i relativi valori con una macchina simile, il Bf 110, non si nota una grandissima differenza. Così, resta piuttosto difficile capire il totale fallimento di questo aereo, che evidentemente era assai difettoso già come progettazione di base da non essere né soddisfacente né migliorabile nemmeno con la riprogettazione allo standard M.

## Versioni
Ba.88
versione da caccia e da assalto.
Ba.88M
versione modificata, con ala allungata di oltre 2 m, nuova motorizzazione Fiat A.74 e quattro mitragliatrici calibro 12,7 mm collocate nella parte anteriore della fusoliera.
Ba.88 bicomando
versione biposto da addestramento, caratterizzata da una postazione rialzata per l'istruttore e realizzata in 8 esemplari.

## Galleria d'immagini

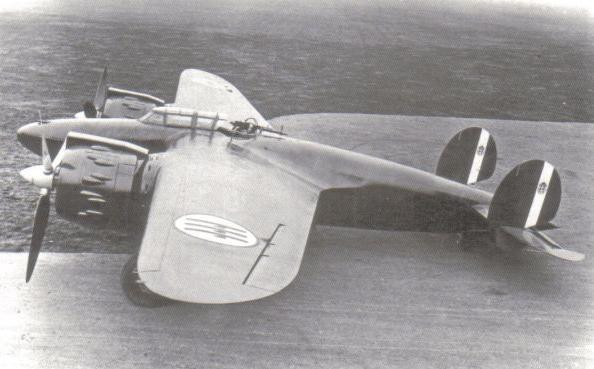
Un Ba.88 in livrea prebellica a terra; si notino le cappottature con le caratteristiche bugne delle teste del motore Piaggio P.XI.
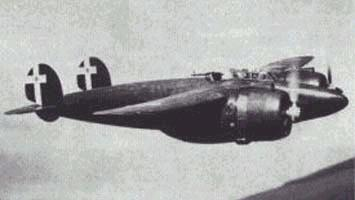
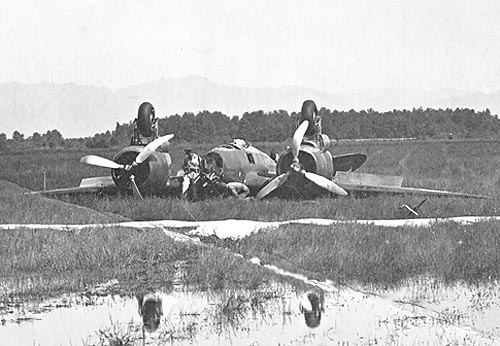
Atterraggio di fortuna di un Ba.88
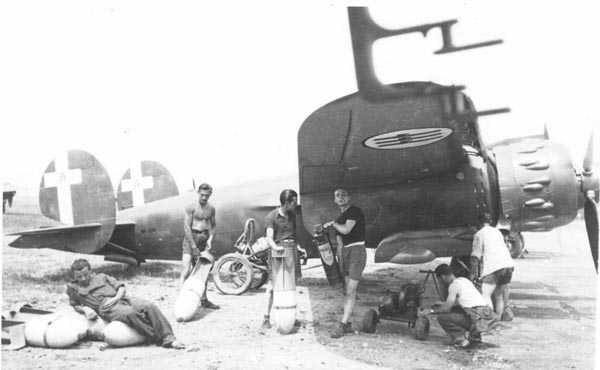
Momento di relax durante l'armamento del Breda 88
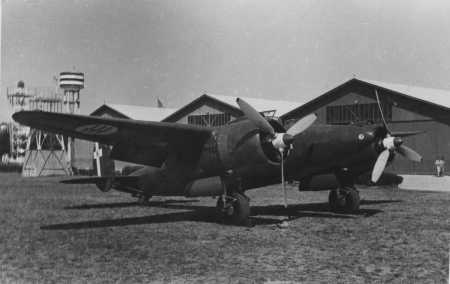
Un Breda 88 nel campo di aviazione di Lonate Pozzolo, presumibilmente la foto risale al primo periodo del conflitto quando l'apparecchio era in dotazione VII Gruppo. In seguito venne ritirato dal servizio per notevoli problematiche che ne compromettevona l'efficienza: nell'A.S.I. venne utilizzato come aereo civetta per ingannare l'avversario.